# 77138 Puiching
77138 Puiching è un asteroide della fascia principale. Scoperto nel 2001, presenta un'orbita caratterizzata da un semiasse maggiore pari a 2,3795545 UA e da un'eccentricità di 0,1621246, inclinata di 2,92113° rispetto all'eclittica.